# Plectorhinchus chrysotaenia
Plectorhinchus chrysotaenia är en fiskart som först beskrevs av Bleeker, 1855.  Plectorhinchus chrysotaenia ingår i släktet Plectorhinchus och familjen Haemulidae. Inga underarter finns listade i Catalogue of Life.